# جندیاله شیرخان
جندیاله شیرخان (به انگلیسی: Jandiala Sher Khan) یک منطقهٔ مسکونی در پاکستان است که در ناحیه شیخوپوره واقع شده‌است.